# 열 시간척도
열 시간척도(Thermal time scale) 또는 켈빈-헬름홀츠 시간척도(Kelvin-Helmholtz time scale)는 천체물리학에서 항성이 현재의 광도대로 가진 모든 운동에너지를 방사하기까지 걸리는 이론적인 시간으로, 핵 시간척도 및 동역학 시간척도와 같이 항성이 해당 진화 단계에 머무르는 이론적인 시간을 계산하는 데 사용한다. 실제 항성에서는 수소 핵융합, 헬륨 핵융합, 탄소 핵융합으로 이어지는 과정처럼 에너지원이 사라지면 다른 에너지원이 등장하기 때문에, 항성의 수명은 열 시간척도의 값에 비해 매우 길다.

## 항성천문학
항성에서 측정할 수 있는 물리량은 보통 중심에서 연소되는 원소의 종류와 관련이 없기 때문에, 항성의 열 시간척도는 항성의 크기와 에너지 방출량에서 계산할 수 있다. 열 시간척도는 항성에서 연료가 갑자기 사라졌다고 가정할 때, 에너지 생산량의 변화가 항성 바깥으로 드러나 관측될 수 있을 때까지 걸리는 시간과 같다.
{\displaystyle \tau _{th}\approx {\frac {0.5{GM^{2}}/R}{L}}\approx {\cfrac {GM^{2}}{2RL}}}
여기서 {\displaystyle G}는 중력 상수, {\displaystyle M}, {\displaystyle R}, {\displaystyle L}은 각각 항성의 질량, 반지름, 광도이다. 이 식으로 계산한 태양의 열 시간척도는 약 1570만 년이다.